# Фромм, Бэлла
Бэлла Фромм (нем. Bella Fromm; 20 декабря 1890, Нюрнберг — 9 февраля 1972, Нью-Йорк) — немецкая журналистка еврейского происхождения. В 1938 году была вынуждена бежать из Германии. Автор бестселлера 1942 года «Кровь и банкеты».

## Биография
Бэлла Фромм выросла в баварском Китцингене в состоятельной семье виноторговцев. В 1911 году вышла замуж за берлинского коммерсанта Макса Израэля, впоследствии Икле. В 1913 году у супругов родилась дочь Грете-Эллен. Брак распался в 1919 году. Сложная экономическая ситуация в стране, гиперинфляция и банкротство предприятия её второго супруга Карла Юлиуса Штойермана заставили Бэллу самостоятельно зарабатывать на жизнь. Благодаря друзьям и связям в издательстве Ullstein Verlag Фромм занялась журналистикой, которая с 1928 года стала её основным источником доходов. Бэлла Фромм освещала местные новости в Grunewald-Echo, выступала спортивной журналисткой в Das 12-Uhr-Blatt, Hamburger Zeitung и Rot-Weiß, была светским репортёром в Berliner Börsen-Courier, B.Z. am Mittag и Vossische Zeitung.
В 1934 году, как и все журналисты еврейского происхождения, Бэлла Фромм получила запрет на профессиональную деятельность. В 1935 году вернулась из США в Германию, где в эмиграции проживала её дочь, хотя и отдавала себе отчёт, каким угрозам она подвергнется. Она владела информацией о концентрационных лагерях, поскольку её дядя Макс Фромм ещё в 1933 году провёл неделю в концлагере и вышел на свободу только благодаря личному вмешательству президента Рейхсбанка Ялмара Шахта. Бэлла Фромм поддерживала тесные связи с Лео Беком, председателем Имперского представительства немецких евреев, и оказывала ему поддержку: благодаря своим связям в иностранных консульствах и политических кругах она устраивала визы для евреев. Ей самой сложно было представить свою жизнь за пределами Германии, тем не менее в 1938 году, за два месяца до Хрустальной ночи, Фромм покинула родину.
В Нью-Йорке Фромм поначалу работала швеёй, официанткой и секретарём и заботилась о Петере Вольфхайме, её будущем третьем муже. Один из друзей-журналистов предложил ей написать «дневник» о жизни в Берлине после 1933 года. Книга «Кровь и банкеты» была опубликована в 1942 году и стала бестселлером в США. В ней Фромм со смешанными чувствами иронии и беспокойства описала приход к власти национал-социалистов. После войны Фромм неоднократно бывала в Германии, где собирала материал для своей второй книги «Ангелы плачут», вышедшей в 1961 году, но не повторившей успеха первой. В 1993 году «Кровь и банкеты» была издана в Германии издательством Rowohlt Verlag под названием «Когда Гитлер целовал мне руку».

## Сочинения
- Blood and Banquets. A Berlin Social Diary. London/New York 1942, mehrere Auflagen
- … und war doch umsonst: Roman. Würzburg: Olympia-Verlag
- Als Hitler mir die Hand küsste. Berlin: Rowohlt Berlin 1993 ISBN 3-87134-061-8;